# Elecciones parlamentarias de Kiribati de 2024
Las elecciones parlamentarias de 2024 en la República de Kiribati se realizaron el 14 de agosto del mencionado año, con una segunda vuelta llevada a cabo el 19 de agosto.

## Trasfondo
Entre los temas destacados durante las elecciones estuvieron la inflación, el aumento del nivel del mar, el gasto público, la deuda nacional y las relaciones con China.En 2019, el presidente de Kiribati, Taneti Maamau, puso fin al reconocimiento diplomático que la nación había mantenido durante mucho tiempo con República de China y, en su lugar, reconoció a la República Popular China. Esto provocó una ruptura dentro de su propio gobierno que desembocó en las reñidas elecciones parlamentarias de 2020 en Kiribati. Este cambio ha tensado las relaciones entre Kiribati y varias naciones del Pacífico, así como con Australia, socio comercial tradicional de Kiribati desde hace mucho tiempo. Esto se sumó a la decisión de Maamau de retirar a Kiribati del Foro de las Islas del Pacífico, alegando que la organización ya no servía a los intereses de Kiribati.  Banuera Berina, una figura importante de la oposición que se separó del Partido Tobwaan Kiribati (TKP) de Maamau debido a la cuestión china, calificó la relación de la nación con la República Popular China como "no saludable para el país". Además, Rimon Rimon, un periodista de investigación local, describió la nación insular como "un paisaje de miedo", ya que Maamau y el TKP han creado un sistema político dominado por el clientelismo personal en lugar de la afiliación partidaria, donde a quienes tienen vínculos estrechos con el gobierno les resulta mucho más fácil ganar elecciones debido a que se les asignan recursos gubernamentales.
El gobierno dirigido por Maamau se ha asociado con la República Popular de China en una serie de proyectos de infraestructura de la Iniciativa del Franja y la Ruta para impulsar las industrias pesquera y turística de la isla, además de permitir que la República Popular de China reconstruya una base aérea estadounidense de la época de la Segunda Guerra Mundial en la isla Kanton, aproximadamente a medio camino entre Hawái y Fiyi. En 2021, Maamau abolió la Zona Protegida de las Islas Fénix, abriendo la zona a más barcos pesqueros de la República Popular de China. Los candidatos de la oposición también han acusado al TKP de estar respaldado financieramente por la República Popular de China, alegando que la República Popular de China está canalizando dinero a las arcas políticas para evitar un cambio en el liderazgo de la nación. En un esfuerzo por debilitar a la oposición, en agosto de 2022 Maamau intentó deportar al juez del Tribunal Supremo David Lambourne, esposo de la líder de la oposición Tessie Eria Lambourne.  Esta medida fue bloqueada inicialmente por el Tribunal de Apelaciones de Kiribati. En septiembre de 2022, los ataques de Maamau al poder judicial habían dado lugar a la suspensión del presidente del Tribunal Supremo, William Hastings, y de todos los jueces del Tribunal de Apelaciones, en una medida que ha sido calificada de retroceso democrático y autocrática.

## Sistema electoral
De los 45 miembros de la Cámara de la Asamblea, 44 son elegidos en 23 distritos electorales uninominales y plurinominales (7 con un escaño, 11 con dos escaños y 5 con tres escaños) mediante un sistema de dos vueltas modificado.El 45º miembro de la legislatura es nominado por la comunidad Banaban residente en la isla Rabi en Fiyi.
Los electores tienen derecho a emitir tantos votos como escaños haya en su circunscripción. En la primera vuelta, un candidato resulta elegido si obtiene más del 50% de los votos emitidos.Cuando no se cubren todos los escaños, se realiza una segunda vuelta en la que el número de candidatos es igual al número de escaños que quedan por cubrir más dos, y se eliminan los que obtuvieron menos votos en la primera vuelta. En la segunda vuelta, los electores tienen tantos votos como vacantes queden. Los candidatos con más votos son elegidos incluso si no obtienen la mayoría. En caso de empate en la segunda vuelta, se realiza una tercera vuelta de votación.
Para las elecciones de 2024, hay aproximadamente 53,000 votantes registrados.